# Oligoporus
Oligoporus Bref. (drobnoporek) – rodzaj grzybów z rodziny Dacryobolaceae.

## Charakterystyka
Grzyby kortycjoidalne o owocniku jednorocznym, rozpostartym lub siedzącym, w stanie suchym mięsistym, po wysuszeniu twardym i kruchym, o barwie białawej, czasem podczas suszenia ciemniejącej. Hymenofor poroidalny, pory okrągłe. System strzępkowy monomityczny, strzępki generatywne ze sprzążkami, cienkościenne lub grubościenne. Podstawki maczugowate z 4 sterygmami i sprzążką bazalną. Bazydiospory cienkościenne, gładkie, szkliste, kiełbaskowate do elipsoidalnych, nieamyloidalne. Czasami tworzy chlamydospory. Powoduje brunatną zgniliznę, głównie drzew iglastych, rzadziej drzew liściastych.
Do Oligoporus należą gatunki powodujące brunatną zgniliznę, mające monomityczny system strzępkowy i strzępki generatywne ze sprzążkami. Do dziś istnieją kontrowersje dotyczące prawidłowego włączenia gatunków do rodzajów Postia lub Oligoporus. Badania filogenetyczne wykazały, że gatunki obu rodzajów pojawiają się tu i tam w tych samych kladach.

## Systematyka i nazewnictwo
Pozycja w klasyfikacji według Index Fungorum: Dacryobolaceae, Polyporales, Incertae sedis, Agaricomycetes, Agaricomycotina, Basidiomycota, Fungi.
Większość gatunków dawniej zaliczanych do rodzaju Oligoporus została przeniesiona do rodzaju Postia, pozostało kilkanaście gatunków.
Polską nazwę nadał Władysław Wojewoda w 2003 r. W polskim piśmiennictwie mykologicznym należące do tego rodzaju gatunki opisywane były także jako gąbczak, żagiew lub huba. Niemal wszystkie występujące w Polsce gatunki dawniej zaliczane do rodzaju Oligoporus, zostały wskutek zmian taksonomicznych przeniesione do innych rodzajów.
Niektóre gatunki:
- Oligoporus bambusicola (Corner) T. Hatt. 2002
- Oligoporus cretaceitextus (Corner) T. Hatt. 2002
- Oligoporus davidiae (M. Pieri & B. Rivoire) Niemelä 2009
- Oligoporus dissectus (Cooke) Huckfeldt & Olaf Schmidt 2017
- Oligoporus friesii Falck & O. Falck 1937
- Oligoporus hydnoidea G. Gaarder & Ryvarden 2003
- Oligoporus perplexus (Corner) T. Hatt. 2001
- Oligoporus persicinus (Niemelä & Y.C. Dai) Niemelä 2005
- Oligoporus podocarpi Y.C. Dai, Chao G. Wang & Yuan Yuan 2021
- Oligoporus rennyi (Berk. & Broome) Donk 1971 – tzw. drobnoporek niszczący
- Oligoporus romellii (M. Pieri & B. Rivoire) Niemelä 2009
- Oligoporus subfragilis (Corner) T. Hatt. 2003
- Oligoporus subpendulus (G.F. Atk.) Gilb. & Ryvarden 1987
- Oligoporus wakefieldiae (Kotl. & Pouzar) Ryvarden & Melo 2014
- Oligoporus widdringtoniae Ryvarden 2018

Nazwy naukowe na podstawie Index Fungorum. Nazwa polska według W. Wojewody.